# Німніца
Німніца (словац. Nimnica) — село, громада округу Пухов, Тренчинський край. Кадастрова площа громади — 7.36 км².
Населення 703 особи (станом на 31 грудня 2020 року).

## Історія
Німніца згадується 1408 року.

## Населення
| Рік:            | 1994. | 2004.   | 2014.   | 2024.   |
| --------------- | ----- | ------- | ------- | ------- |
| Кількість осіб: | 627   | 670     | 701     | 732     |
| Різниця:        |       | +6,85 % | +4,62 % | +4,42 % |

| Рік:            | 2023. | 2024.   |
| --------------- | ----- | ------- |
| Кількість осіб: | 726   | 732     |
| Різниця:        |       | +0,82 % |